# The Peacemaker (film 1913)
The Peacemaker è un cortometraggio muto del 1913 scritto, interpretato e diretto da Lois Weber.

## Trama
In un povero villaggio, una bella ragazza è corteggiata dal fabbro ma lei non se la sente di sposarlo per non gravarlo dei problemi della propria famiglia: sua madre è debole e malata, e lei deve ancora provvedere all'istruzione della sorella più piccola. Un giorno, al villaggio giunge uno straniero che cerca un posto dove soggiornare. Il fabbro lo indirizza dalla ragazza, sapendo che qualche soldo in più non potrà che farle piacere. Lo straniero è colpito dal carattere della giovane e se ne innamora ma, sapendo della relazione che la lega al fabbro, le nasconde i suoi sentimenti. L'uomo si accorge che la sorella minore, tornata a casa per una vacanza, flirta prima con lui ma poi, giudicandolo troppo anziano, rivolge le sue attenzioni verso il fabbro. Questi, anche se cerca di restare fedele al suo amore, non riesce a resistere a quella ragazzina così giovane e affascinante. Lo straniero vede tutto e disapprova. Non volendo che la sorella maggiore possa soffrire, decide di intervenire: si taglia la barba che lo invecchiava e si mette deliberatamente a corteggiare la piccola. Lei, stupita da come l'uomo è cambiato, ci ripensa e fa un pensiero anche sul fatto che lui è ricco. La sorella, invece di essere felice di quello che sta succedendo, è depressa e triste. Dopo essere riuscito a distogliere la sorellina dal fabbro, lo straniero parla con lui: il fabbro si vergogna per come si è comportato e dimostra contrizione. Poi ha un chiarimento anche con la sorellina che, delusa, corre dal fabbro che, però, la manda via. Pensando di non poter più restare al villaggio, lo straniero saluta la sorella maggiore, dicendole che sta per partire. Lei capisce di essersi innamorata di lui e, alla fine, non potendo sopportare che lui svanisca dalla sua vita, lo richiama indietro.

## Produzione
Il film fu prodotto dalla Rex Motion Picture Company.

## Distribuzione
Distribuito dalla Universal Film Manufacturing Company, il film - un cortometraggio in una bobina - uscì nelle sale cinematografiche statunitensi il 23 marzo 1913.